# ویرگین‌ستو
ویرگین‌ستو (به انگلیسی: Virginstow) یک روستا و محله مدنی در بریتانیا است که در Torridge واقع شده‌است.